# Jo Schöpfer
Jo Schöpfer (Coburg, 1951) is een Duitse beeldhouwer.

## Leven en werk
Schöpfer volgde van 1973 tot 1974 een practicum bij het architectenbureau van Günther Behnisch in Stuttgart. Van 1974 tot 1980 studeerde hij beeldhouwkunst bij de hooggleraar Herbert Baumann aan de Staatliche Akademie der Bildenden Künste Stuttgart en kunstgeschiedenis aan de Universiteit van Stuttgart. In 1985 kreeg hij een beurs van de Kunststiftung Baden-Württemberg. Van 1985 tot 1990 was hij docent aan de faculteit architectuur van de Universiteit van Karlsruhe. Hij won in 1986 de Phillip-Morris-Preis in München en verbleef van 1987 tot 1988 met de Villa-Massimo-Preis in Rome.
Zijn werk werd onder andere tentoongesteld in:
- 1991: Städtische Galerie Göppingen in Göppingen
- 1995: Städtische Galerie Altes Theater in Ravensburg
- 1996: Museum Folkwang in Essen
- 1999: Niederrheinischer Kunstverein in Kalkar
- 2003: Galerie Nicole Schlégl in Zürich
- 2008: Galerie Michael Sturm in Stuttgart

De kunstenaar, wiens werk zich bevindt op het raakvlak van architectuur en beeldhouwkunst, woont en werkt sinds 1996 in Berlijn. Hij is erevoorzitter van de Deutsche Künstlerbund.

## Werken (selectie)
- Turm (1985), Wertwieserpark in Heilbronn
- Pavillon (1987), Stuttgart-Bad Cannstatt
- Paravent (1989), Sommerhofental in Sindelfingen
- Stele (1990), Skulpturenensemble Moltkeplatz Essen in Essen (particulier bezit)
- Ohne Titel[1] (1994), beeldenpark Im Tal in het Westerwald
- Brunnen (1991), Marktplatz in Stuttgart-Bad Cannstatt
- Tisch, Skulptur und Platzgestaltung (1992), Haus auf der Alb in Bad Urach
- Brunnenanlage (1994), Verwaltungszentrale der LBS Württemberg
- 3 Skulpturen (1997), Universitätsklinikum in Regensburg
- 4 Skulpturen (1998), Grand Hyatt Hotel Potsdamer Platz in Berlijn
- Wandgestaltung (2000), Bertelsmann-Pavillon, Wereldtentoonstelling Expo 2000 in Hannover
- Wandgestaltung en Skulptur (2000/01), Anatomisches Institut in Tübingen
- Wandgestaltung (2001), Finanzamt I, Rotebühlbau in Stuttgart
- Vormgeving entree (2004), Kreisverwaltung Paderborn in Paderborn
- Türgriffe (2007), Haus der Kirche in Heilbronn

## Fotogalerij

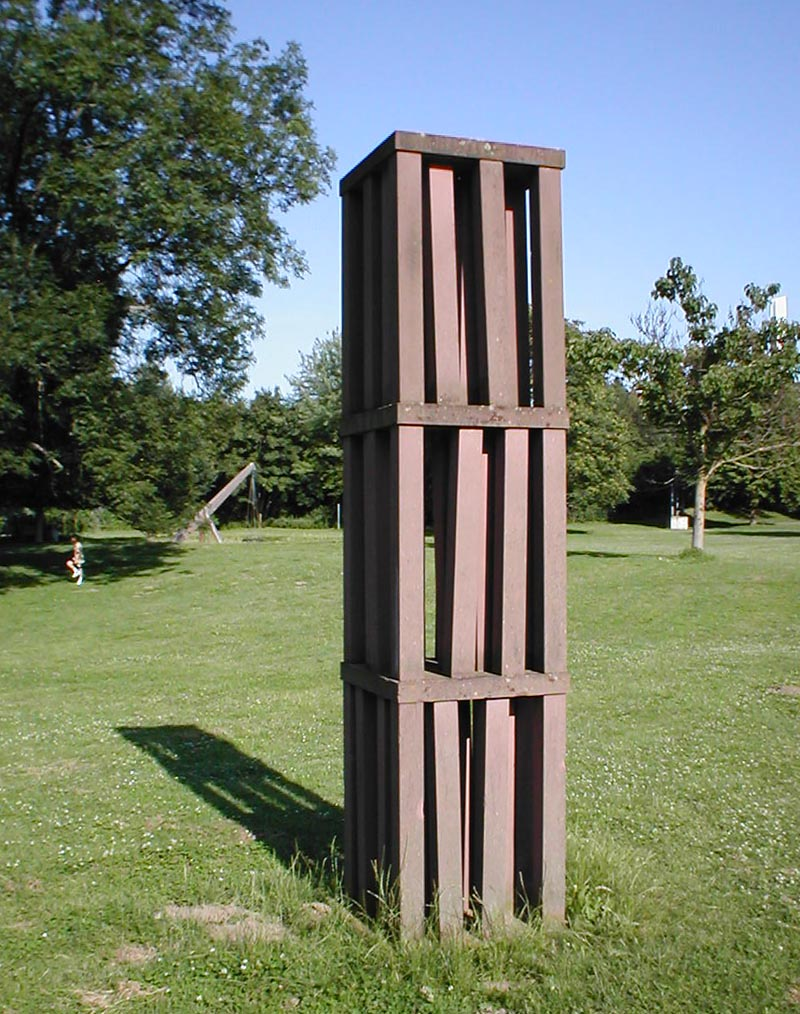
Turm (1985), Heilbronn
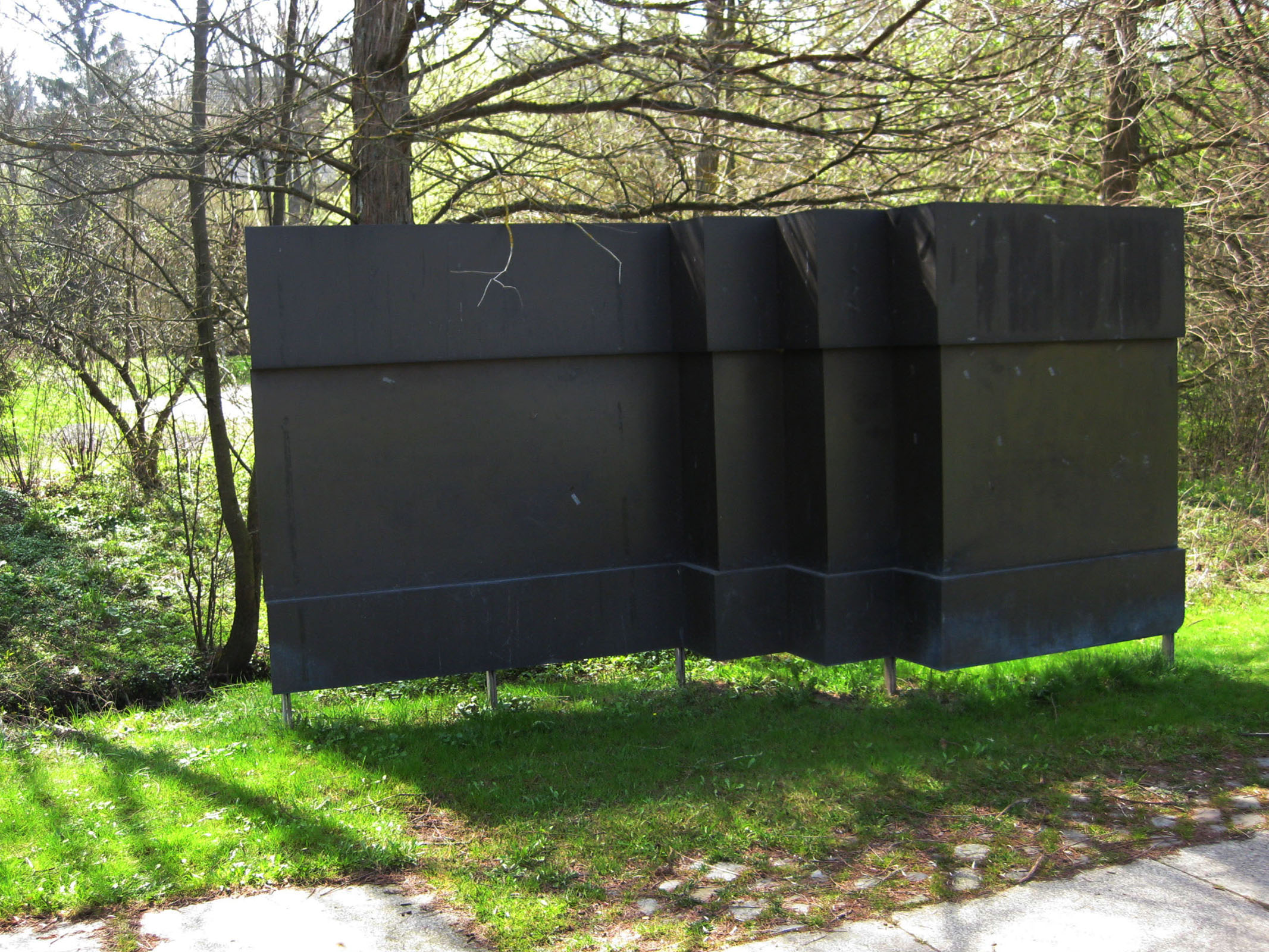
Paravent (1989), Sindelfingen
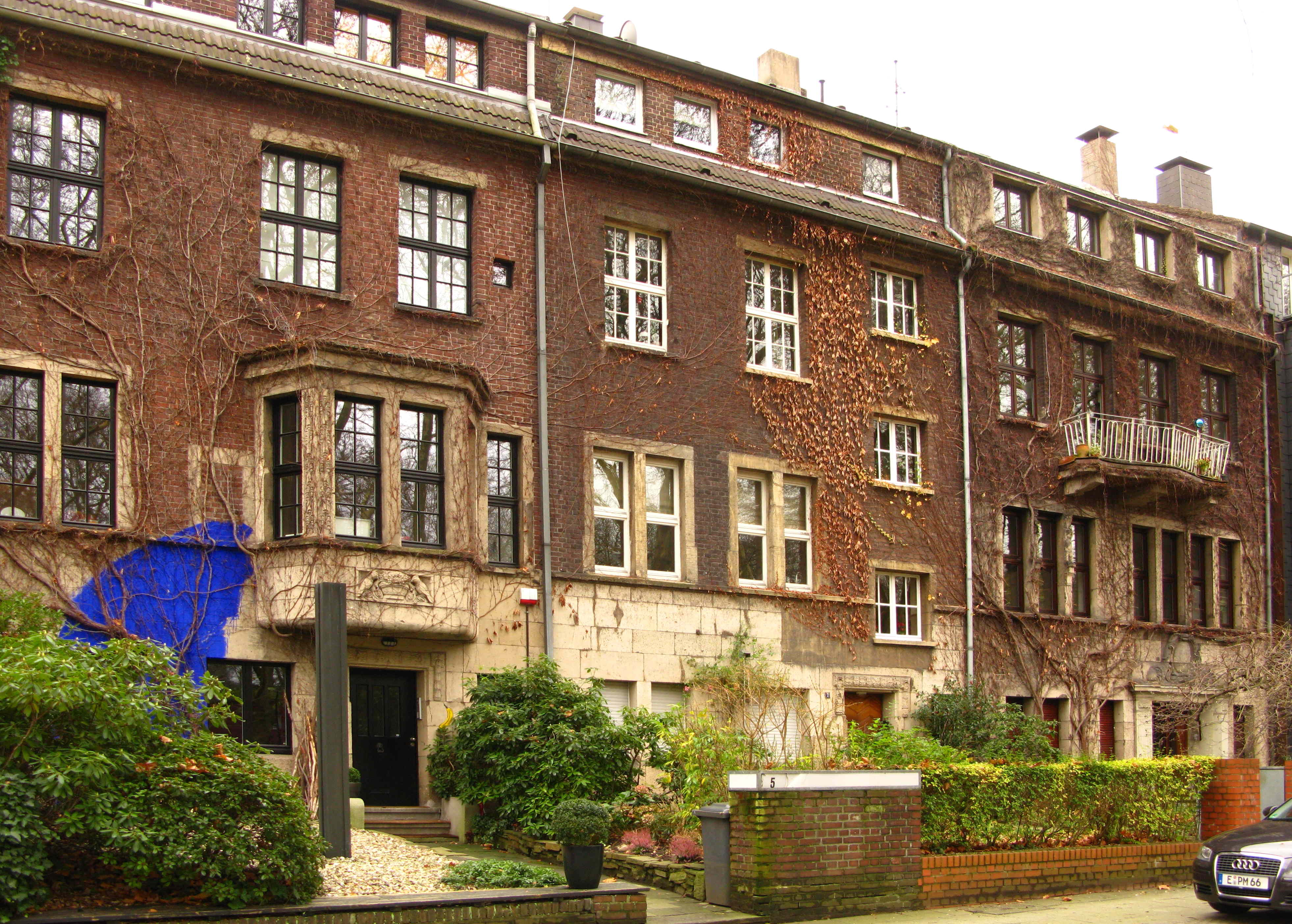
Stele (1990), Essen
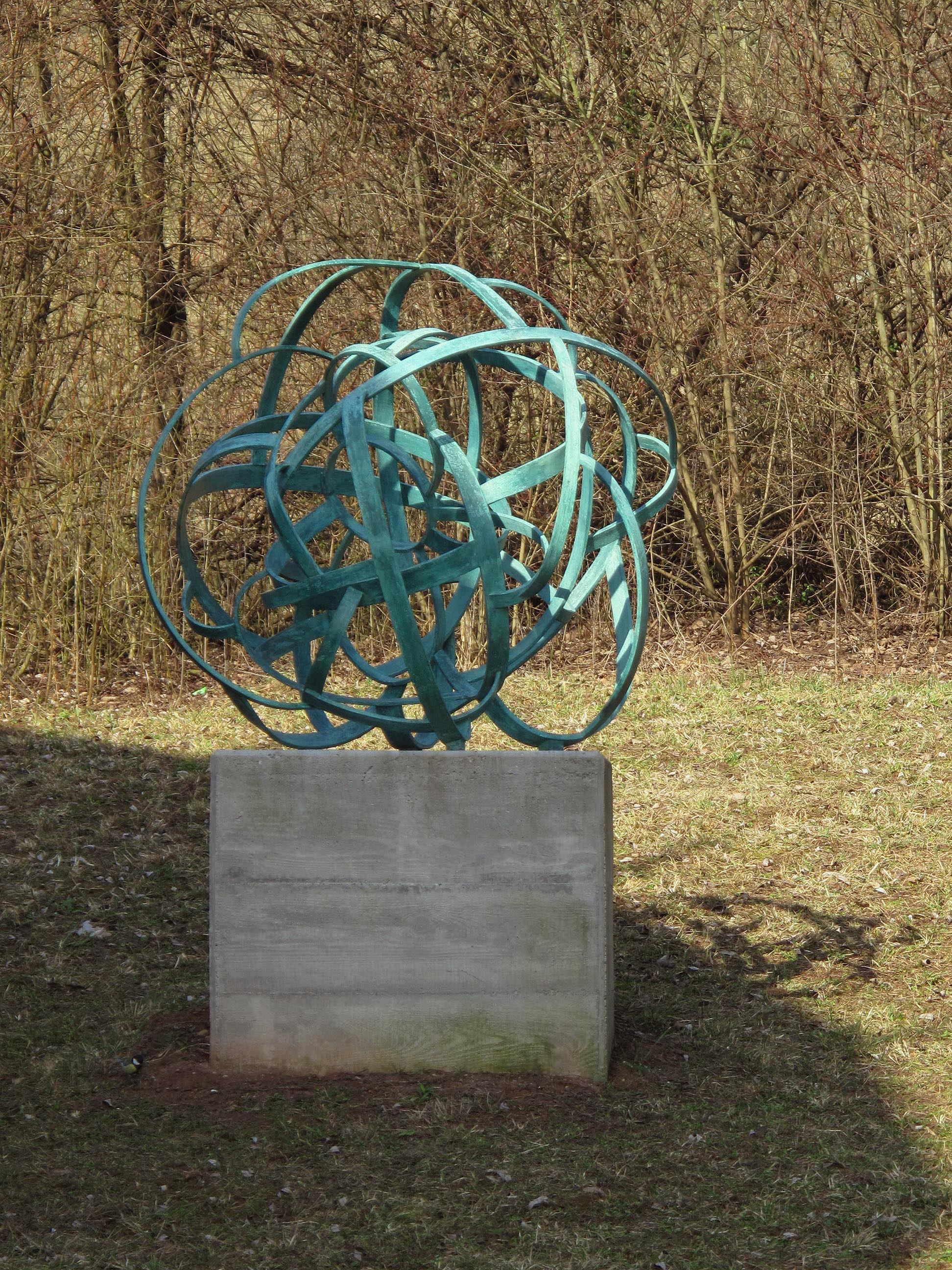
Skulptur (2000/01), Tübingen